# 長澤あずさ
長澤 あずさ（ながさわ あずさ、1988年12月30日 - ）は、日本の元AV女優。

## 人物・略歴
趣味・特技は、音楽鑑賞、料理、ピアノ。
2008年にグラビアアイドルを経て、同年12月に『了解×ギリモザ 新人ギリモザ 長澤あずさ』でAVデビュー。2014年1月に引退した。

## 作品

### イメージビデオ
- 奇跡の爆乳!Hcupデビュー 長澤あずさ（2008年4月25日、Air control）
- AV無理 長澤あずさ（2008年7月1日、未満）
- AV無理2 長澤あずさ（2008年8月1日、未満）
- 爆乳もみ三昧 長澤あずさ（2008年10月16日、オルスタックピクチャーズ）
- 爆乳デカップ No.6（2008年11月6日、メディア・クライス） 共演：花木衣世、倉沢千鶴子、eco、川村りか
- AV無理 8時間（2009年12月1日、未満） 他多数出演
- Real X（2013年1月25日、彩文館出版）

### アダルトビデオ
2008年
- 了解×ギリモザ 新人ギリモザ 長澤あずさ（12月19日、エスワン）

2009年
- ギリモザ ネットリ濃厚セックス 長澤あずさ（1月19日、エスワン）
- ギリモザ 6つのコスチュームでパコパコ! 長澤あずさ（2月19日、エスワン）
- ギリモザ 無限絶頂!激イカセFUCK 長澤あずさ（3月19日、エスワン）
- ギリモザ 絶叫!ビッグマグナムFUCK 長澤あずさ（4月19日、エスワン）
- ギリモザ 失禁羞恥エクスタシー 長澤あずさ（5月19日、エスワン）
- ギリモザ あずさの乳がデカすぎて。 長澤あずさ（6月19日、エスワン）
- ギリモザ バコバコ乱交 長澤あずさ（7月19日、エスワン）
- ギリモザ 爆乳コスチュームでパコパコ! 長澤あずさ（8月19日、エスワン）
- ギリモザ 家庭教師の胸チラ授業 長澤あずさ（9月7日、エスワン）
- ギリモザ 自宅で飼われる巨乳ペット 長澤あずさ（10月7日、エスワン）
- 全てが終わってしまうから… 新任ピアノ教師・終わりなき旋律（12月7日、アタッカーズ）

| 2010年                                                                          | 2010年   | 2010年                   | 2010年                                                                               | 2010年         |
| タイトル                                                                        | 発売日   | メーカー                 | 他出演                                                                               | 備考           |
| ------------------------------------------------------------------------------- | -------- | ------------------------ | ------------------------------------------------------------------------------------ | -------------- |
| 幼なじみ家庭教師 思い出の個人授業 長澤あずさ                                    | 1月7日   | アタッカーズ             |                                                                                      |                |
| 夫の目の前で犯されて- あなたを守るため… 長澤あずさ                              | 2月7日   | アタッカーズ             |                                                                                      |                |
| 奴隷城6 長澤あずさ 姫咲りりあ 橋本杏子                                          | 4月7日   | アタッカーズ             | 姫咲りりあ、橋本杏子                                                                 |                |
| 美人キャスター 恥悦の本番5秒前 長澤あずさ                                       | 5月7日   | アタッカーズ             |                                                                                      |                |
| あなた、許して 淫らな上下関係 長澤あずさ                                        | 6月7日   | アタッカーズ             |                                                                                      |                |
| 超高級中出しソープ嬢 長澤あずさ                                                 | 7月8日   | SODクリエイト            |                                                                                      |                |
| 長澤あずさちゃん タオル一枚 男湯入ってみませんか                                | 8月5日   | SODクリエイト            |                                                                                      |                |
| サウナレディのお仕事 長澤あずさ                                                 | 9月9日   | SODクリエイト            |                                                                                      |                |
| 着衣のボイン 長澤あずさ                                                         | 10月5日  | ドリームチケット         |                                                                                      |                |
| ボイン大好きしょう太くんのHなイタズラ 長澤あずさの介護士編 長澤あずさ           | 10月7日  | グローリークエスト       |                                                                                      |                |
| パンスト猥褻遊戯                                                                | 10月7日  | グローリークエスト       | 水城奈緒、篠原由香子、滝川けいこ、大堀香奈、管野しずか、大沢美加、森ななこ、七瀬ゆい | オムニバス作品 |
| 東京ブルドック 02 長澤あずさ                                                    | 10月7日  | プレステージ             |                                                                                      |                |
| 女のカラダは純国産ガイジン体型で選ぶ。 長澤あずさ                               | 10月13日 | E-BODY                   |                                                                                      |                |
| ［体験型プライベートAV］人妻があなたの部屋にやってくる! Episode 11              | 10月22日 | アテナ映像               |                                                                                      |                |
| 回春 巨乳サロン 長澤あずさ                                                      | 11月15日 | ワープエンタテインメント |                                                                                      |                |
| 友人の妻はドスケベ家庭教師 長澤あずさ                                           | 12月1日  | VENUS                    |                                                                                      |                |
| 狙われた妻 長澤あずさ                                                           | 12月2日  | タカラ映像               |                                                                                      |                |
| この女の子ムチャぶりますMAX No.4 長澤あずさ                                     | 12月2日  | プレステージ             |                                                                                      |                |
| エレベーターガールin...[脅迫スイートルーム] Elevator Girl Azusa (24) 長澤あずさ | 12月15日 | ドリームチケット         |                                                                                      |                |
| 神尻 長澤あずさ                                                                 | 12月16日 | マキシング               |                                                                                      |                |
| ワリキリ、ハミ乳娘貸し切り。11 長澤あずさ                                       | 12月16日 | プレステージ             |                                                                                      |                |
| 美少女に恋して… 長澤あずさ                                                      | 12月24日 | アテナ映像               |                                                                                      |                |

| 2011年                                                                                    | 2011年   | 2011年                              | 2011年                                         | 2011年         |
| タイトル                                                                                  | 発売日   | メーカー                            | 他出演                                         | 備考           |
| ----------------------------------------------------------------------------------------- | -------- | ----------------------------------- | ---------------------------------------------- | -------------- |
| 巨乳混浴コンパニオン 2                                                                    | 1月8日   | ROCKET                              | 水城奈緒、横山みれい、百花エミリ               |                |
| MAXING 3D! 長澤あずさ                                                                     | 1月16日  | マキシング                          |                                                |                |
| 義母相姦 憐れな母さん肉棒責めづくし 長澤あずさ                                            | 1月19日  | VENUS                               |                                                |                |
| 風俗ちゃんねる 25 長澤あずさ                                                              | 2月16日  | マキシング                          |                                                |                |
| 羞恥!103センチIカップ 爆乳娘に強制露出指令 Vol.3                                          | 2月19日  | サディスティックヴィレッジ          |                                                |                |
| 青春エロドラマ オレのアネキとヤラないか? 長澤あずさ                                       | 3月17日  | グローリークエスト                  |                                                |                |
| ヌレ濡れスケ透けボイン                                                                    | 3月17日  | グローリークエスト                  | 白鳥美玲、鈴香音色、夏川未来、北川瞳、仁科百華 | オムニバス作品 |
| 羞恥!強制潮吹きマシンパンツで街中を引き廻せ 16 長澤あずさ                                 | 3月19日  | サディスティックヴィレッジ          |                                                |                |
| 犯られる女教師 あずさ                                                                     | 4月13日  | 隼エージェンシー                    |                                                |                |
| 淫語痴女 寸止め・見下し・言葉責め中毒の女 長澤あずさ                                      | 4月19日  | ドグマ                              |                                                |                |
| 頑固な童貞VS癒しの柔らかIcup ～頑張って筆下ろしさせるビデオ～ 長澤あずさ                  | 4月19日  | OPPAI                               |                                                |                |
| おいしいボイン妻 5 長澤あずさ                                                             | 4月22日  | Nadeshiko                           |                                                |                |
| 徹底激ピストン!連続イカされ強制アクメ!!! 長澤あずさ                                       | 5月1日   | ワンズファクトリー                  |                                                |                |
| 悩殺★ボイン Icup105cm女子大生 アパート沢尻のあずさ20歳                                    | 5月7日   | 桃太郎映像出版                      |                                                |                |
| とってもウブで恥ずかしがり屋の美爆乳生徒会長女子校生が透明人間になっちゃった!?            | 5月7日   | SODクリエイト                       |                                                |                |
| 若義母のマル秘性教育 Vol.2 長澤あずさ                                                     | 5月7日   | マドンナ                            |                                                |                |
| 堕ちていく巨乳若妻 ～隣人に犯されて…～ 長澤あずさ                                         | 5月13日  | 溜池ゴロー                          |                                                |                |
| 淫乱自宅訪問 長澤あずさ                                                                   | 5月19日  | ドグマ                              |                                                |                |
| こだわりの手コキ 4時間SP 35人のハンドメイド 19                                            | 5月25日  | 隼エージェンシー                    | 他計34名                                       | オムニバス作品 |
| 義弟に汚された兄嫁 長澤あずさ                                                             | 7月13日  | 溜池ゴロー                          |                                                |                |
| 監禁巨乳ナース 長澤あずさ                                                                 | 7月19日  | OPPAI                               |                                                |                |
| ハイレグ介護レディのお仕事×老人に思わず、欲情してしまったハイレグ介護レディの秘密         | 7月21日  | SODクリエイト                       | 羽月希、あすかみみ、宮崎由麻                   | オムニバス作品 |
| ご奉仕が大好きな巨乳たち                                                                  | 7月22日  | 隼エージェンシー                    | 他計18名                                       | オムニバス作品 |
| 「女の口は嘘をつく。」 雌女ANTHOLOGY ＃096 長澤あずさ                                     | 8月5日   | アウダースジャパン                  |                                                |                |
| ち○ぽ洗い屋のお仕事 10                                                                    | 8月20日  | SODクリエイト                       |                                                |                |
| 爆乳痴女ナース                                                                            | 8月25日  | 美                                  | 水城奈緒、森ななこ、松すみれ                   |                |
| 雪村春樹 艶縄集 3 長澤あずさ                                                              | 9月13日  | 赤ほたるいか/妄想族ブラックレーベル |                                                |                |
| ハメ撮りで味わう、あずさ・オトコ殺しのSEXテクニック！骨抜きにされてみたい貴方へ…。 あずさ | 9月13日  | オーロラプロジェクト・アネックス    |                                                |                |
| 白目絶頂中出し乱交 きもち良すぎて白目をむくの。 長澤あずさ                                | 9月19日  | 乱丸                                |                                                |                |
| ドアノブフェラ                                                                            | 9月22日  | KEU                                 | 野中あんり、長谷川しずく、前田陽菜、瀬名あゆむ | オムニバス作品 |
| スク水H 29                                                                                | 9月23日  | クリスタル映像                      |                                                |                |
| 湯けむり近親相姦 母子入浴交尾 長澤あずさ                                                  | 10月1日  | VENUS                               |                                                |                |
| 拘束路線バス 長澤あずさ                                                                   | 10月6日  | ATOM                                |                                                |                |
| 禁断介護 長澤あずさ                                                                       | 10月20日 | グローリークエスト                  |                                                |                |
| 長澤あずさのソープしちゃうぞ                                                              | 10月21日 | クリスタル映像                      |                                                |                |
| M・ザーメン・トランス 長澤あずさ                                                          | 11月15日 | ワープエンタテインメント            |                                                |                |
| NON STOP ORGASM ポルチオエンドルフィン 長澤あずさ 絶頂侵犯                                | 11月18日 | クリスタル映像                      |                                                |                |
| 俺は50過ぎて連れ子の巨乳で大人びた躰に我慢できなくなって手込めにした 長澤あずさ           | 11月19日 | ヒビノ                              |                                                |                |
| 連続アクメ近親相姦～ひたすらイキまくる母～ 長澤あずさ                                     | 11月19日 | VENUS                               |                                                |                |
| 本能剥き出し生中出し乱交                                                                  | 11月25日 | ダスッ!                             | 真木今日子                                     |                |
| 宅配巨乳ギャル!! 巨乳ギャルをあなたの好きにしていいですよ                                 | 11月25日 | 隼エージェンシー                    | 愛原さえ、真木今日子、大堀香奈、椎名みくる     | オムニバス作品 |
| 僕の義理の妹、姉、娘はお口を使ってザーメンを抜いてくれる                                  | 11月25日 | 隼エージェンシー                    | 他計27名                                       | オムニバス作品 |
| ムッチリ巨乳レズソープ 2                                                                  | 12月8日  | ディープス                          | 小出遥、前田優希                               |                |
| 人妻不倫情事 第二章 お金のために夫以外の男に身をまかせる人妻たち                          | 12月23日 | Nadeshiko                           | 愛原さえ、まりか、山城美緒、愛菜               | オムニバス作品 |
| 犯られた女教師たち                                                                        | 12月25日 | 隼エージェンシー                    | 愛菜、宮坂レイア、まりか、来栖ひなた           | オムニバス作品 |

| 2012年 | 2012年   | 2012年                               | 2012年 | 2012年         |
| タイトル | 発売日   | メーカー                             | 他出演 | 備考           |
| --- | -------- | ------------------------------------ | --- | -------------- |
| ぶっかけ中出しのできる高級洗体ソープへようこそ | 1月1日   | マナドル                             | |                |
| 真性中出し 穴女 | 1月7日   | 桃太郎映像出版                       | |                |
| 雪村春樹全集 18 | 1月13日  | 赤ほたるいか/妄想族ブラックレーベル  | |                |
| 浴びた女も感激する一撃!!大量顔射!!! 「興奮すれば、さらに良い汁がでるはずっ!!」と、お好みシチュエーションでのヌキを切望する《最低10日以上禁欲》した男たちが浴びせる、とっても大量で濃厚なS級発射ばかりのザーメンぶっかけ | 1月15日  | ワープエンタテインメント             | 椎名ひかる、小嶋ジュンナ、双葉みか、新城美稀、さとう遥希、西尾かおり、桃音まみる、妃乃ひかり、青木玲、悠月舞                                                      | オムニバス作品 |
| 長澤あずさの家庭教師でしようよ | 1月20日  | クリスタル映像                       | |                |
| 中出し人妻不倫旅行 22 | 1月25日  | ビッグモーカル                       | |                |
| フェラでイカせてあげる!!20人のいやらしいお口!! 私たち、男の人を気持ちよくザーメンを抜くのが大好きなんです | 1月25日  | 隼エージェンシー                     | 他計19名 | オムニバス作品 |
| NAMANAKA GALS 19 | 1月27日  | ピエロ                               | 葵ぶるま、鈴木さとみ | オムニバス作品 |
| ノーモザイクアナルFUCK 連続アクメ拷問 | 2月1日   | ワンズファクトリー                   | |                |
| 旦那の目の前でアナル凌辱されながらアクメ顔を晒す若妻 | 2月13日  | マルクス兄弟                         | |                |
| 強制ノーブラ生活 | 2月13日  | 溜池ゴロー                           | |                |
| 巨乳ソープ淫乱三輪車 | 2月19日  | 乱丸                                 | 青木りん、有沢りさ |                |
| 巨乳嫁の躰に我慢できない義父は入れて欲しがるまで攻め続けた | 2月23日  | ヒビノ                               | |                |
| 指名No.1の美人セラピストにレズられて発情しちゃった私 | 2月23日  | アキノリ                             | 共演:愛乃 他出演:大槻ひびき、ayami、桜りお、 加藤梓 | オムニバス作品 |
| 卑猥なGカップ | 2月25日  | ハマジム                             | |                |
| 団地妻 旦那に内緒で中出しする午後 | 2月25日  | ビッグモーカル                       | 山本美和子、本庄瞳 | オムニバス作品 |
| 黒人巨大マラ VS 元グラビアアイドル 24歳 | 3月10日  | グローバルメディアエンタテインメント | |                |
| MOODYZファン感謝祭 バコバコバスツアー2012 小悪魔痴女たちの誘惑大乱交SP | 3月13日  | MOODYZ                               | Maika、さとう遥希、愛原さえ、ももかさくら、すずきりりか、鈴木ありす、大槻ひびき、霧島あんな、そらのゆめ、このは、木下若菜、初美沙希、真木今日子、羽月希、杏子ゆう |                |
| 女体液 長澤あずさ | 3月15日  | グローリークエスト                   | |                |
| Boin「あずさ」Box 着衣爆乳 あずさ | 3月19日  | ABC/妄想族                           | |                |
| 非ヌキ系サロン 洗体エステで勃起しちゃった僕。 5 | 3月22日  | アキノリ                             | 真木今日子、前田優希、愛乃 | オムニバス作品 |
| 物凄い激顔射! | 4月1日   | ワンズファクトリー                   | 篠めぐみ、有村千佳、管野しずか、一ノ瀬アメリ | オムニバス作品 |
| 素股で生チ○ポを生マ○コで擦ってたら、気持ちいいから腰をグラインドさせすぎて…「あっ!入っちゃった!」ナマ挿入!お互い気持ちよすぎて訳もわからず最後は中出し!                                                                 | 4月5日   | グローリークエスト                   | さとう遥希、つぼみ、辺見麻衣、琥珀うた | オムニバス作品 |
| 長澤あずさのザ・筆おろし | 4月6日   | クリスタル映像                       | |                |
| ぶっかけ中出しアナルFUCK! | 4月13日  | MOODYZ                               | |                |
| 露恥裏深夜営業 Iカップ100cm奇跡の爆乳・長澤あずさが繁華街の片隅で淫らに喘ぐ羞恥露出快感潮吹き極上SEX!! | 4月13日  | セレブの友                           | |                |
| 4時間 | 4月13日  | ハヤブサ                             | | 個人総集編     |
| 世間知らずな爆乳女子学生の日常トラブル 悪質クレーマーに脅され土下座＆オマンコ奉仕本気絶頂!! | 4月19日  | エンペラー/妄想族                    | 浜崎りお、北川瞳、柏木エリカ | オムニバス作品 |
| 爆乳レズ姉妹 ダイナマイトボディ・レズシスターズ | 4月19日  | ゆり★ゆり                            | 中森玲子 |                |
| EDEN 密室グラマラス AZUSA | 4月25日  | Fantasista                           | |                |
| 彼女の親友に中出ししちゃった俺 | 5月10日  | アキノリ                             | |                |
| 純白の花嫁アナル処女喪失 旦那の目の前で犯される!! Iカップ100cm長澤あずさ処女アナル悶絶三穴同時ファック白目を剥いて限界に挑戦!                                                                                           | 5月13日  | セレブの友                           | |                |
| ナカダシby女教師 | 5月18日  | ワープエンタテインメント             | |                |
| ムニュムニュ爆乳若奥様は押しに弱くてヤラれまくり! | 5月25日  | Fantasista                           | |                |
| 息子のチ○ポが夢精する瞬間を見た母はもうガマンできない | 5月25日  | EROTICA                              | |                |
| スーパーデジタルモザイク AZUSA 絶叫!!全穴貫通入れっぱなし!!極上SOAP×アナルFUCK×浣腸 | 6月7日   | 桃太郎映像出版                       | |                |
| 二穴中出しFUCK | 6月15日  | ワンズファクトリー                   | |                |
| ズボボボフェラ→ごっくんとSEX | 7月5日   | アキノリ                             | |                |
| 電流アクメ 10 〜2穴アナル中出し電極責めFUCK〜 | 7月5日   | ROCKET                               | |                |
| 1日だけのスペシャルご奉仕 ファン中出し感謝祭 アナル編 | 7月13日  | マルクス兄弟                         | |                |
| 8時間 SPECIAL COLLECTION | 7月20日  | クリスタル映像                       | | 個人総集編     |
| ぽっかりアナルブラックホール | 9月1日   | ムーディーズ                         | |                |
| 真面目過ぎる爆乳家政婦 | 10月4日  |                                      | |                |
| 史上最強の淫乱アイドル 二穴同時挿入・真性生中出し ゴールデンベスト4時間 | 10月7日  | 桃太郎映像出版                       | | 個人総集編     |
| 69 (やる!) | 10月13日 | FAプロ                               | |                |
| 恋する爆乳 16時間 | 10月19日 | ROOKIE                               | | 個人総集編     |
| 浮気相手は「Iカップ爆乳痴女淫乱若妻」と言う名の芸術品 | 11月23日 | バルタン                             | |                |
| 我妻なたれ乳 | 12月21日 | TMA                                  | |                |
| フェラチオモンスター | 12月21日 | SEX Agent                            | Sumire、茜梨乃、栗原ゆん、芹沢つむぎ、梨愛、沢田あいり、小野麻里亜、武井麻希、菜月リア、千駄真奈美、光宗ひかり、海宝美羽                                          |                |
| W痴女-発情したオンナ達- | 12月25日 | 美                                   | 遥めぐみ |                |

2013年
- ウチの娘が欲しいなら、まずはウチの母さんをイカせてからだ!（1月24日、SODクリエイト） 共演：北川千尋
- お気に入りの童貞男子生徒の子供を妊娠 禁断の快楽に溺れるショタコン女教師（1月24日、V&Rプロダクツ、桃華マリエ）
- フェラ好き人妻の官能の口浮気 興奮した美人妻が乱れ咥える（2月15日、SEX Agent） 共演：村上涼子、知世奏、岩佐あゆみ、石倉えいみ
- 憧れの超人気AV女優『長澤あずさ』を筆おろし風俗『デリヘル 乳輪堂』で発見!（2月22日、チェリーズ）
- こんな女に挟射したい 谷間マ○コにそのまま中出し (3月8日、ワープエンタテインメント)